# Chaunopycnis ovalispora
Chaunopycnis ovalispora är en svampart som beskrevs av C. Möller & W. Gams 1993. Chaunopycnis ovalispora ingår i släktet Chaunopycnis och familjen Ophiocordycipitaceae.   Inga underarter finns listade i Catalogue of Life.